# Leśniczówka (Siedlec)
Leśniczówka – część wsi Siedlec w Polsce, położona w województwie wielkopolskim, powiecie gostyńskim, gminie Pępowo, o 3 km na północny zachód od Pępowa.
W latach 1975–1998 Leśniczówka należała do województwa leszczyńskiego.